# Saint-Apollinaire (Côte-d'Or)
Pour les articles homonymes, voir Saint-Apollinaire.
Saint-Apollinaire est une commune française appartenant à Dijon Métropole située dans le département de la Côte-d'Or en région Bourgogne-Franche-Comté. Sa population est de 7 517 habitants au recensement de 2022. 

## Géographie

### Localisation
Les communes limitrophes sont Ruffey-lès-Echirey, Dijon, Quetigny et Varois-et-Chaignot.

### Climat
Pour des articles plus généraux, voir Climat de la Bourgogne-Franche-Comté et Climat de la Côte-d'Or.
En 2010, le climat de la commune est de type climat océanique dégradé des plaines du Centre et du Nord, selon une étude du Centre national de la recherche scientifique s'appuyant sur une série de données couvrant la période 1971-2000. En 2020, Météo-France publie une typologie des climats de la France métropolitaine dans laquelle la commune est exposée à un climat océanique altéré et est dans la région climatique  Bourgogne, vallée de la Saône, caractérisée par un bon ensoleillement (1 900 h/an), un été chaud (18,5 °C), un air sec au printemps et en été et des vents faibles. 
Pour la période 1971-2000, la température annuelle moyenne est de 10,4 °C, avec une amplitude thermique annuelle de 17,3 °C. Le cumul annuel moyen de précipitations est de 762 mm, avec 11,2 jours de précipitations en janvier et 7,6 jours en juillet. Pour la période 1991-2020, la température moyenne annuelle observée sur la station météorologique de Météo-France la plus proche, « Dijon Toison », sur la commune de Dijon à 3 km à vol d'oiseau, est de 11,5 °C et le cumul annuel moyen de précipitations est de 771,8 mm,. Pour l'avenir, les paramètres climatiques de la commune estimés pour 2050 selon différents scénarios d'émission de gaz à effet de serre sont consultables sur un site dédié publié par Météo-France en novembre 2022.
| Mois                                  | jan.         | fév.           | mars           | avril         | mai           | juin          | jui.          | août          | sep.           | oct.          | nov.             | déc.           | année      |
| ------------------------------------- | ------------ | -------------- | -------------- | ------------- | ------------- | ------------- | ------------- | ------------- | -------------- | ------------- | ---------------- | -------------- | ---------- |
| Température minimale moyenne (°C)     | −0,4         | 0              | 2,4            | 5             | 9,1           | 12,5          | 14,4          | 14            | 10,9           | 7,5           | 3,1              | 0,4            | 6,6        |
| Température moyenne (°C)              | 2,6          | 4              | 7,6            | 10,8          | 14,8          | 18,7          | 20,7          | 20,2          | 16,5           | 12            | 6,5              | 3,3            | 11,5       |
| Température maximale moyenne (°C)     | 5,7          | 8              | 12,7           | 16,6          | 20,5          | 24,9          | 26,9          | 26,4          | 22,1           | 16,4          | 9,9              | 6,2            | 16,4       |
| Record de froid (°C) date du record   | −13 13.01.03 | −15,2 05.02.12 | −13,1 02.03.05 | −4,2 04.04.22 | −0,1 03.05.21 | 2,5 04.06.01  | 6,5 14.07.04  | 6,2 31.08.06  | 0,2 30.09.1995 | −5,5 29.10.12 | −11,2 23.11.1998 | −19,4 20.12.09 | −19,4 2009 |
| Record de chaleur (°C) date du record | 17 01.01.23  | 21 27.02.19    | 25,4 31.03.21  | 27,6 15.04.07 | 32 20.05.22   | 37,8 30.06.19 | 39,6 24.07.19 | 39,2 13.08.03 | 34,5 09.09.23  | 28,5 10.10.23 | 22 07.11.15      | 17,1 30.12.21  | 39,6 2019  |
| Précipitations (mm)                   | 60,5         | 50             | 54,8           | 59,9          | 73,2          | 63,6          | 67,8          | 58,2          | 57             | 80,8          | 77,1             | 68,9           | 771,8      |

## Urbanisme

### Typologie
Au 1er janvier 2024, Saint-Apollinaire est catégorisée grand centre urbain, selon la nouvelle grille communale de densité à 7 niveaux définie par l'Insee en 2022.
Elle appartient à l'unité urbaine de Dijon, une agglomération intra-départementale dont elle est une commune de la banlieue,. Par ailleurs la commune fait partie de l'aire d'attraction de Dijon, dont elle est une commune du pôle principal,. Cette aire, qui regroupe 333 communes, est catégorisée dans les aires de 200 000 à moins de 700 000 habitants,.

### Occupation des sols
L'occupation des sols de la commune, telle qu'elle ressort de la base de données européenne d’occupation biophysique des sols Corine Land Cover (CLC), est marquée par l'importance des territoires agricoles (57,9 % en 2018), en diminution par rapport à 1990 (74 %). La répartition détaillée en 2018 est la suivante : 
terres arables (57,9 %), zones industrielles ou commerciales et réseaux de communication (24,6 %), zones urbanisées (15 %), espaces verts artificialisés, non agricoles (2,5 %). L'évolution de l’occupation des sols de la commune et de ses infrastructures peut être observée sur les différentes représentations cartographiques du territoire : la carte de Cassini (XVIIIe siècle), la carte d'état-major (1820-1866) et les cartes ou photos aériennes de l'IGN pour la période actuelle (1950 à aujourd'hui).

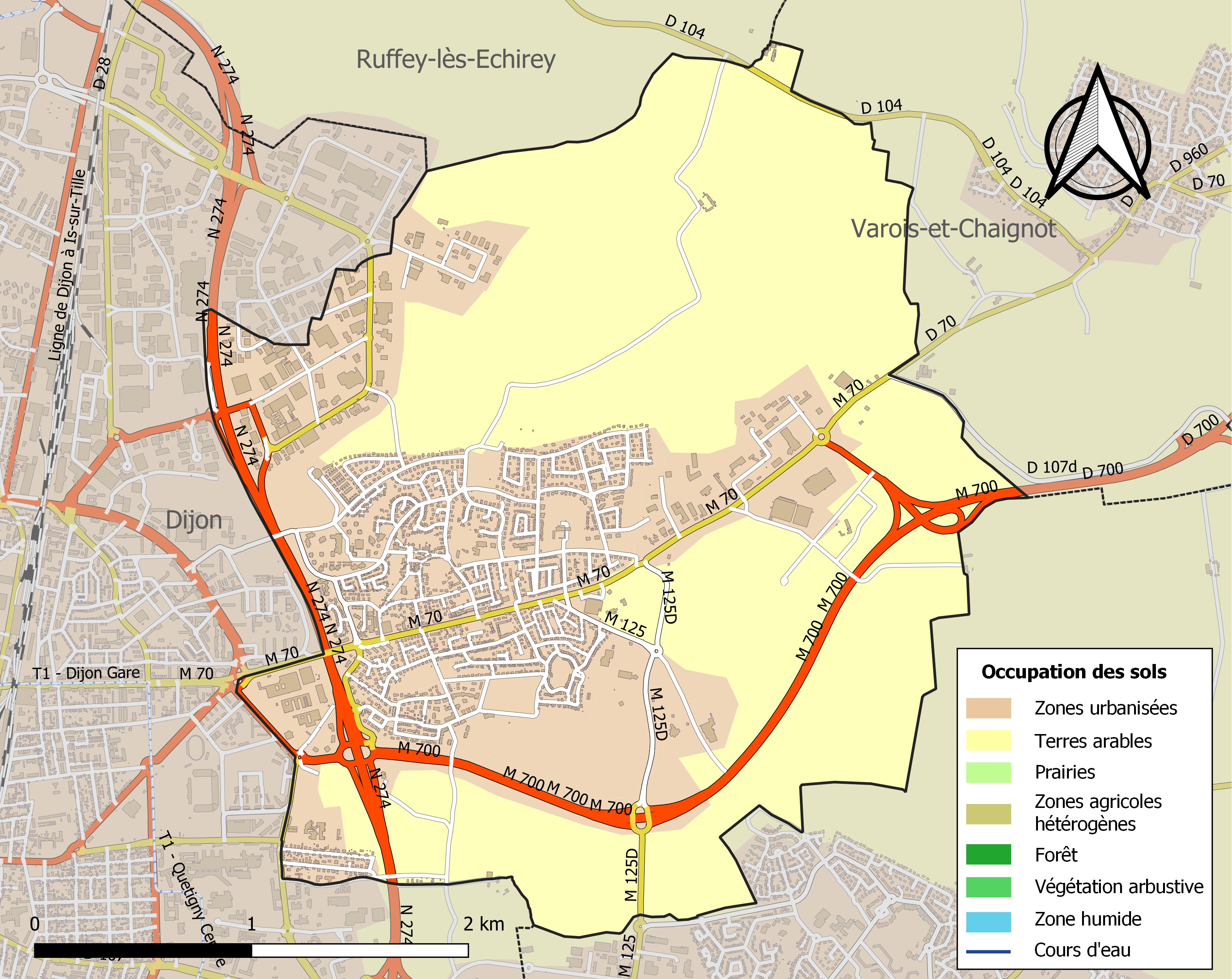
Carte des infrastructures et de l'occupation des sols de la commune en 2018 (CLC).

### Voies de communication et transports
La commune est desservie par : la liane 8 ,la ligne 19, et la flexo 43 du réseau Divia de transports en commun de Dijon Métropole.

## Histoire
Presque détruit en 1513 par les Suisses qui assiégèrent Dijon, et en 1632, il reste de son ancien château une belle tour carrée. 
Au cours de la période révolutionnaire de la Convention nationale (1792-1795), la commune a porté le nom de Fontaine-Soyer ou de Fontaine-Soyeur.
Dijon et sa banlieue, dont Saint-Apollinaire, sont libérés le 11 septembre 1944. Un odonyme (rue du 11-Septembre-1944) rappelle cet événement.

## Toponymie
Le nom de la localité est attesté sous les formes Ecclesia Sancti Apollinaris (980-1008) ; Sanctus Apolinaris (1231) ; Sanctus Appollinaris (1240) ; Sainz Appoleniers (2e moitié XIIIe siècle) ; Saint Apolinez (1367) ; Saint Apolonier (1376) ; Saint Apolomé (1380) ; Saint Appolomay, Saint Apolomey (1384) ; Saint Appollomer (1397) ; Sanctus Appolinarius (XIVe et XVe siècles) ; Saint Appolemey (1423) ; Saint Appeloiney, ou Appelomey (1427) ; Saint Appolomer (1430) ; Saint Espelomey (1462) ; Sainct Apolemey (1568) ; Sainct Apeloney (1571) ; Sainct Appollomay (1573) ; Sainct Apollemey, Sainct Appolemey (1576) ; Sainct Appolomect (1579) ; Sainct Appolomest (1583) ; Sainct Appolomey (1591) ; Sainct Appolomay (1596) ; Sainct Apolomey, Sainct Apolomay (1610) ; Saint Apolomer (1619) ; ''Sainct Applomoy (1634) ; Sainct Esplumet (1645) ; Sainct Appolomé (1645) ; Sainct Appolinaire,Sainct Apolinaire (1647) ; Saint Apolinaire (1653) ; Saint Appolinaire (1686) ; Saint Appollinaire (1736) ; Saint Epleumay (XVIIIe siècle) ; Fontaine-Soyer (1793).

## Politique et administration

### Découpage territorial
La commune se trouve dans l'arrondissement de Dijon du département de la Côte-d'Or.

#### Commune et intercommunalités
La commune est membre de Dijon Métropole.

#### Circonscriptions administratives
La commune est rattachée au canton de Saint-Apollinaire.

#### Circonscriptions électorales
Pour l'élection des députés, la commune fait partie de la deuxième circonscription de la Côte-d'Or.

### Élections municipales et communautaires

#### Liste des maires
| Période                                  | Période      | Identité            | Étiquette            | Qualité |
| ---------------------------------------- | ------------ | ------------------- | -------------------- | --- |
| avant 1970                               | mars 1971    | Émile Pigeon        |                      | |
| mars 1971                                | juin 1995    | Louis Berthou       | RPR                  | Conseiller général (1982-2001)                                                                                                   |
| juin 1995                                | juillet 2017 | Rémi Delatte        | UDF puis UMP puis LR | Exploitant agricole Suppléant du député Jean-Marc Nudant (2002-2007) Député de la 2e circonscription de la Côte-d'Or (2007-2022) |
| 6 juillet 2017                           | En cours     | Jean-François Dodet | LR                   | Cadre de la Fonction publique |
| Les données manquantes sont à compléter. |              |                     |                      | |

### Jumelages
- Herxheim (Allemagne)

## Population et société

### Démographie
L'évolution du nombre d'habitants est connue à travers les recensements de la population effectués dans la commune depuis 1793. Pour les communes de moins de 10 000 habitants, une enquête de recensement portant sur toute la population est réalisée tous les cinq ans, les populations de référence des années intermédiaires étant quant à elles estimées par interpolation ou extrapolation. Pour la commune, le premier recensement exhaustif entrant dans le cadre du nouveau dispositif a été réalisé en 2008.

En 2022, la commune comptait 7 517 habitants, en évolution de +2,41 % par rapport à 2016 (Côte-d'Or : +0,82 %, France hors Mayotte : +2,11 %).
| 1793 | 1800 | 1806 | 1821 | 1836 | 1841 | 1846 | 1851 | 1856 |
| ---- | ---- | ---- | ---- | ---- | ---- | ---- | ---- | ---- |
| 344  | 191  | 219  | 258  | 240  | 251  | 246  | 279  | 274  |

| 1861 | 1866 | 1872 | 1876 | 1881 | 1886 | 1891 | 1896 | 1901 |
| ---- | ---- | ---- | ---- | ---- | ---- | ---- | ---- | ---- |
| 261  | 257  | 256  | 266  | 279  | 287  | 301  | 291  | 324  |

| 1906 | 1911 | 1921 | 1926 | 1931 | 1936 | 1946 | 1954 | 1962  |
| ---- | ---- | ---- | ---- | ---- | ---- | ---- | ---- | ----- |
| 315  | 307  | 307  | 334  | 449  | 464  | 475  | 611  | 1 152 |

| 1968  | 1975  | 1982  | 1990  | 1999  | 2006  | 2008  | 2013  | 2018  |
| ----- | ----- | ----- | ----- | ----- | ----- | ----- | ----- | ----- |
| 2 403 | 3 795 | 4 611 | 5 577 | 5 025 | 5 995 | 6 273 | 7 336 | 7 587 |

| 2022  | - | - | - | - | - | - | - | - |
| ----- | - | - | - | - | - | - | - | - |
| 7 517 | - | - | - | - | - | - | - | - |

### Manifestations culturelles et festivités
La commune accueille depuis 2011 le festival du jeu de société « Ludimania ».

## Culture locale et patrimoine

### Lieux et monuments
- Ville fleurie : trois fleurs.

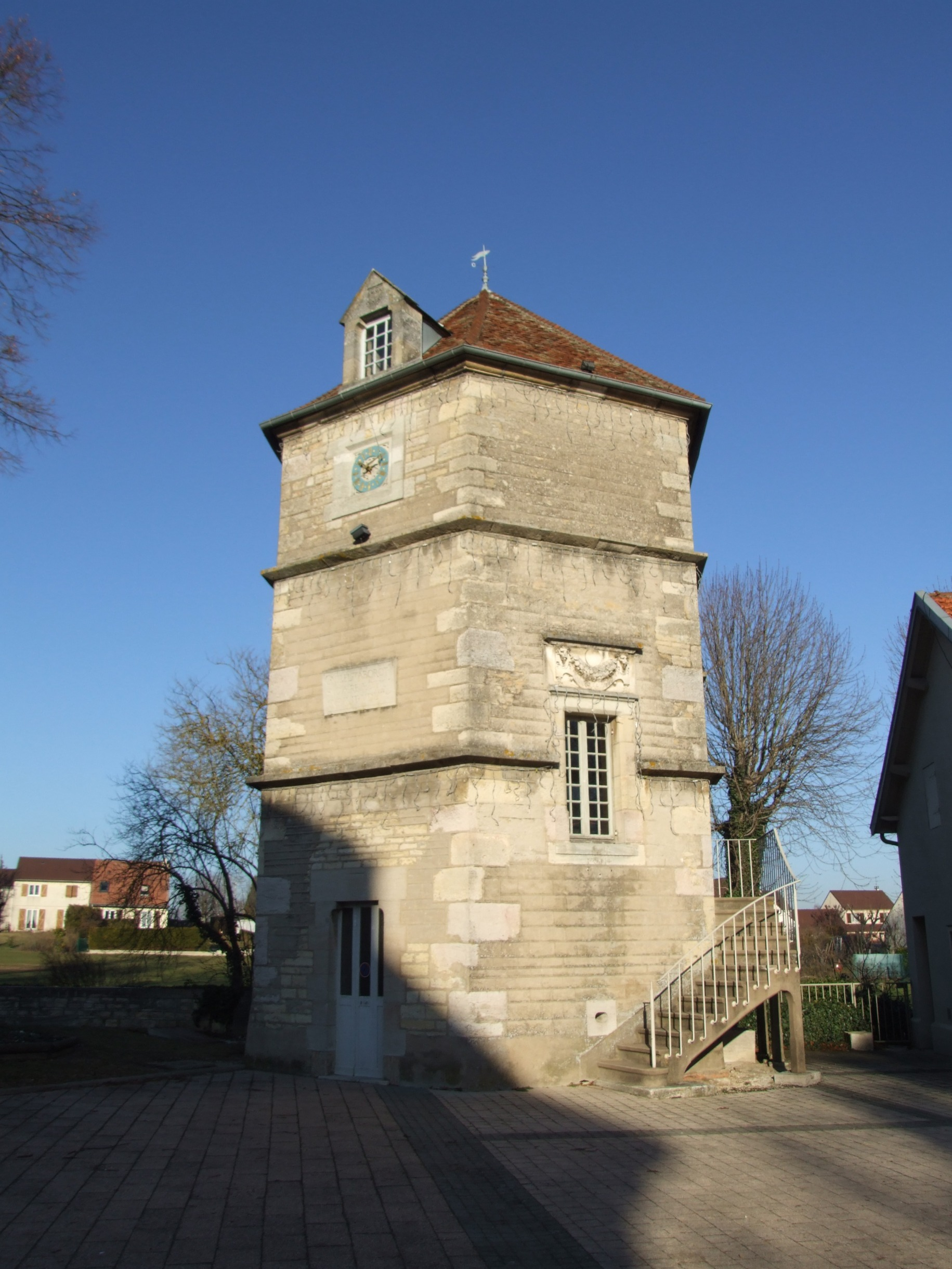
Tour hexagonale.

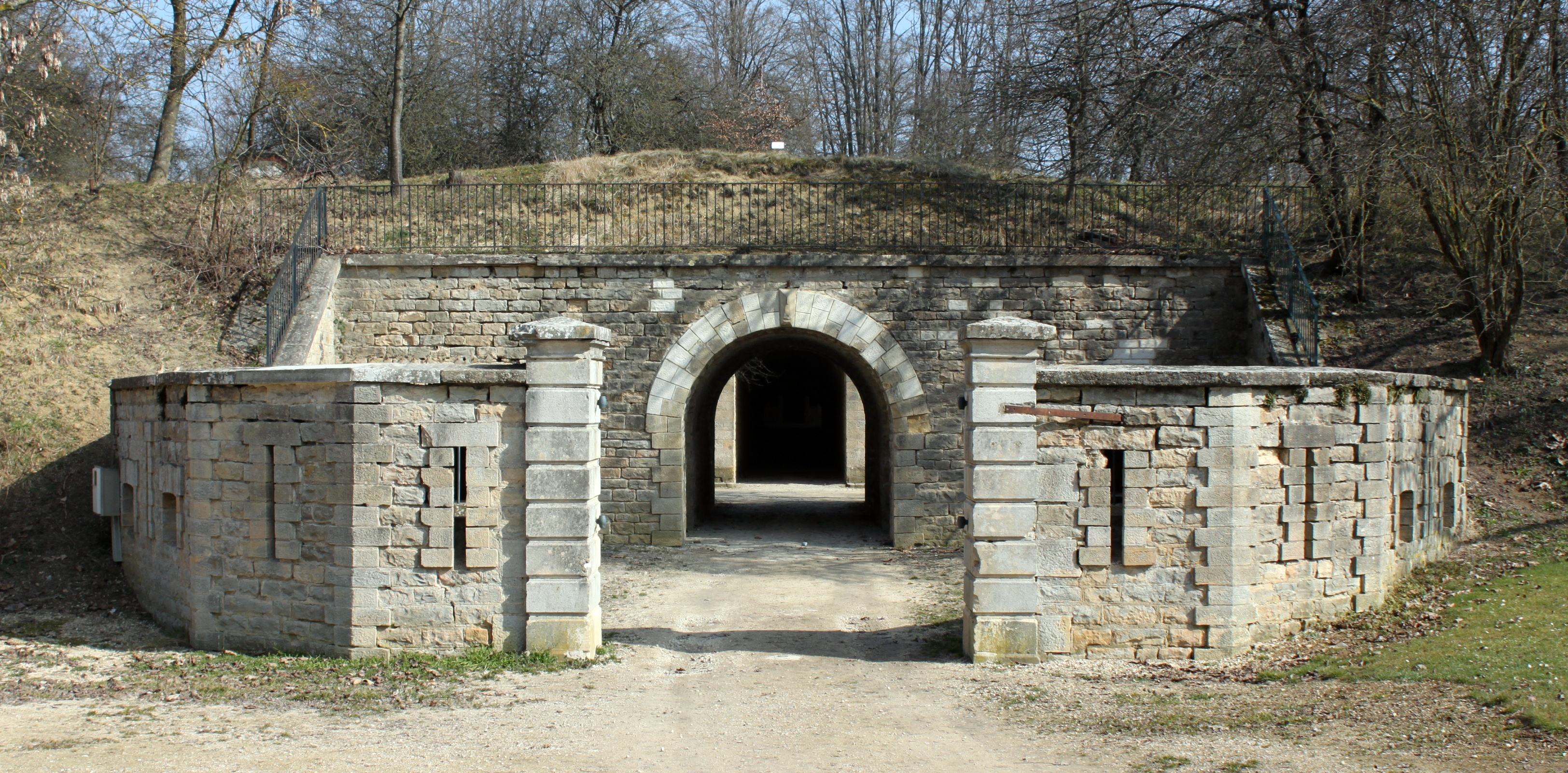
Redoute de Saint-Apollinaire.

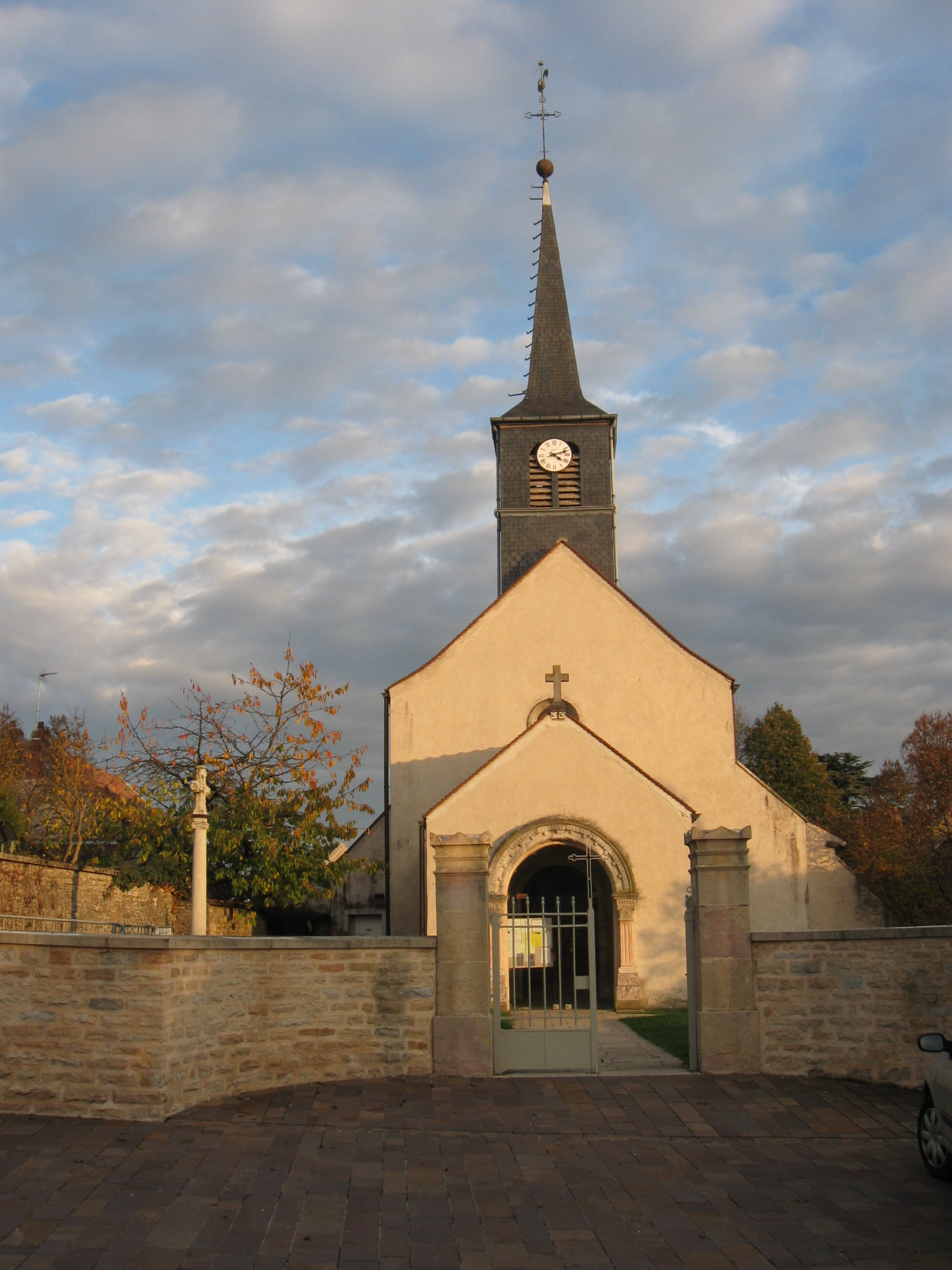
Église Saint Apollinaire.

Issue du regroupement, vers l'an 1000, de plusieurs villages, la paroisse de Saint-Apollinaire fut administrée par un officier de l'abbaye de Saint-Bénigne de Dijon, appelé le prieur de Saint-Apollinaire. Une église à chœur en cul-de-four et à bandes lombardes fut construite à cette époque vraisemblablement par Guillaume de Volpiano (qui construisait à cette époque la rotonde de son abbaye dans le même style) sur la base d'une ancienne chapelle attestée à l'époque carolingienne, mais dont la légende fait remonter sa construction à la reine Clotilde, épouse du roi franc Clovis Ier, à l'occasion de la victoire remportée en ce lieu, par ce roi, contre le roi burgonde Gondebaud lors de la bataille de Dijon (500). La reine Clotilde aurait fait apporter, de Ravenne, des reliques du saint martyr Apollinaire de Ravenne et les aurait fait déposer dans cette basilique.
Cette église fut, au Moyen Âge, le lieu d'un pèlerinage autour de son puits miraculeux, dans lequel étaient plongées des semences ou des membres malades, et qui apportait, par l'intercession de saint Apollinaire[Lequel ?], fécondité et guérison. Les reliques du saint étaient transportées par les moines de Saint-Bénigne dans toute la Bourgogne afin de promouvoir la Paix de Dieu.
Le prieuré de Saint-Apollinaire, localisé au nord de la rue du 11-Novembre fut détruit lors des guerres de religion. La charge de prieur survécut cependant jusqu'au XVIIIe siècle.
Au XVe siècle, Jean de Martigny, procureur, fit fortifier un franc-alleu par construction d'une tour et la mise en place de fossés et d'un pont-levis, à l'origine de la mairie actuelle. Une tour hexagonale, emblème de la commune actuelle, fut édifiée par Guillaume Tabourot au XVIe siècle dans la cour. Le pont-levis fut détruit au XVIIIe siècle.
Le fort de la Redoute, situé à la limite entre les communes de Saint-Apollinaire et de Dijon, est aujourd'hui un lieu de promenade.
La statue du père Noé, dont l'origine reste mystérieuse, mais qui est attestée dès le XIXe siècle, a été récemment déplacée à l'extrémité orientale de la « coulée verte » afin de permettre la construction de plusieurs lotissements au sud de la ferme Sully, magnifique ferme du XVIe siècle.

### Personnalités liées à la commune
- Rémi Delatte, maire de la commune de 1995 à 2017.
- Antoine Camus, conseiller municipal de la commune depuis 2020. Il est régulièrement cité comme responsable politique national et comme conseiller politique de diverses personnalités de droite. Il est l’arrière - arrière petit fils d’Alfred camus fondateur des usines camus à Tonnerre.

### Héraldique
| Blason de Saint-Apollinaire | Blason  | D'azur à la tour couverte d'or ajourée et maçonnée de sable, le toit flanqué de quatre tourelles, chargé d'une lucarne et sommé d'un lanterneau flammé, le tout couvert aussi d'or et ajouré aussi de sable, ladite tour posée sur une divise ondée abaissée d'argent. |
| Blason de Saint-Apollinaire | Détails | Le statut officiel du blason reste à déterminer. |

## Pour approfondir

#### Bases de données, dictionnaires et encyclopédies
- Site officiel
- Ressources relatives à la géographie :   - Insee (communes)
  - Ldh/EHESS/Cassini
- Ressource relative à plusieurs domaines :   - Annuaire du service public français
- Ressource relative aux organisations :   - data.gouv.fr
- Notices d'autorité :   - VIAF
  - BnF (données)
  - IdRef